# 既約位相空間
位相幾何学において、既約空間（きやくくうかん、英: irreducible space, hyperconnected space）とは、空でない位相空間であって、2つの真閉部分集合に分解されない（すなわち和集合として書けない）ようなものである。この空間はとりわけ既約性が基本的な位相的性質の1つである代数幾何学において現れて役に立つ。

## 定義
空でない位相空間 X は以下の（同値な）条件の1つが成り立つときに既約であると言われる。
- X は2つの真の（すなわち X と異なる）閉集合の和でない。
- X の空でない有限個の開集合の共通部分は空でない。
- 真の閉集合からなる有限の族の和集合は X でない。
- すべての空でない X の開集合は X において稠密である。
- X のすべての開集合は連結。

## 既約成分
位相空間を既約な部分空間に分解することを考える。位相空間 X の既約成分（irreducible component）とは包含関係で極大な X の既約部分空間である。ツォルンの補題によって X の任意の点{\displaystyle x}を含む既約成分が存在することが分かる。また、極大性により既約成分が閉集合であることが容易にわかる。
ハウスドルフ空間の場合には既約成分はシングルトン（1つの元からなる集合）である。したがって既約空間の概念はザリスキ位相のようなタイプの位相でしか役に立たない。
ネーター的スキームにおいて、既約成分は有限個である。一般に、すべてのネーター的位相空間の既約成分は有限個である。

## 例
- 対偶を考えることにより、既約なら連結であることは容易に分かる。
- X が無限集合で補有限位相（すなわち開集合が補集合が有限であるものか X であるような位相）を与えられていれば、既約空間である。
- 多項式環の根基イデアル I に対応する代数的集合が既約であることと I が素イデアルであることは同値である。
- A を単位的可換環としX をザリスキ位相を入れた A のスペクトルとする。このとき X の既約成分は A の極小素イデアルと1対1に対応する。
- Z を X の既約部分集合とする。このときその X における閉包も既約である（実際、閉包のすべての空でない開集合は Z と交わり、よって Z において稠密で、したがって閉包において稠密である）。
- X が既約であれば、X のすべての稠密な部分集合 Z は既約である。なぜなら、U1,  U2 が Z の空でない開集合で、それぞれ X の開集合 V1, V2 と Z の共通部分であるとすると、共通部分 {\displaystyle V_{1}\cap V_{2}} は X の既約性により X の空でない開集合で、Z の稠密性により Z と交わるので、{\displaystyle U_{1}\cap U_{2}\neq \emptyset } である。
- 局所既約（任意の点{\displaystyle x\in X}に対して既約な開近傍がとれること）な位相空間では、既約成分であることと連結成分であることは同値である。実際、{\displaystyle X}の連結成分{\displaystyle {\cal {I}}}は、全ての{\displaystyle {\cal {I}}}と交わる開かつ閉である集合、よって特に{\displaystyle {\cal {I}}}と交わる既約成分に含まれる。既約なら連結であるから、{\displaystyle {\cal {I}}}の極大性によりは既約でなければならない。

すべての既約スキームは唯一の生成点すなわち閉包が空間全体になるような点をもつ。一般の既約空間においてはこの限りではない（例えば既約代数的集合は1点からなる場合を除いて生成点をもたない）。